# Anaphalis boissieri
Anaphalis boissieri là một loài thực vật có hoa trong họ Cúc. Loài này được Georgiadou mô tả khoa học đầu tiên năm 1978.